# 극초단파
극초단파(極超短波, 영어: Ultra High Frequency, UHF 또는 decimetre band)는 300 메가헤르츠(MHz)와 3 기가헤르츠(GHz) 사이의 무선 주파수 대역에 대한 ITU 명칭이며, 파장이 1미터에서 10분의 1미터(1데시미터)에 달하기 때문에 데시미터 밴드라고도 알려져 있다. UHF 대역보다 높은 주파수의 전파는 초고주파(SHF) 또는 마이크로파 주파수 대역에 속한다. 저주파 신호는 초단파(VHF) 또는 더 낮은 대역에 속한다. UHF 전파는 주로 가시선 전파 방식으로 전파되며, 언덕과 큰 건물에 의해 차단되지만 건물 벽을 통과하는 전송은 실내 수신에 충분히 강하다. 이들은 텔레비전 방송, 휴대폰, GPS를 포함한 위성 통신, Wi-Fi 및 블루투스를 포함한 개인 무선 서비스, 워키토키, 코드리스 전화, 위성 전화 및 기타 여러 애플리케이션에 사용된다.
IEEE는 UHF 레이더 대역을 300 MHz와 1 GHz 사이의 주파수로 정의한다. ITU UHF 대역과 겹치는 다른 두 개의 IEEE 레이더 대역은 1~2 GHz 사이의 L 밴드와 2~4 GHz 사이의 S 밴드이다.

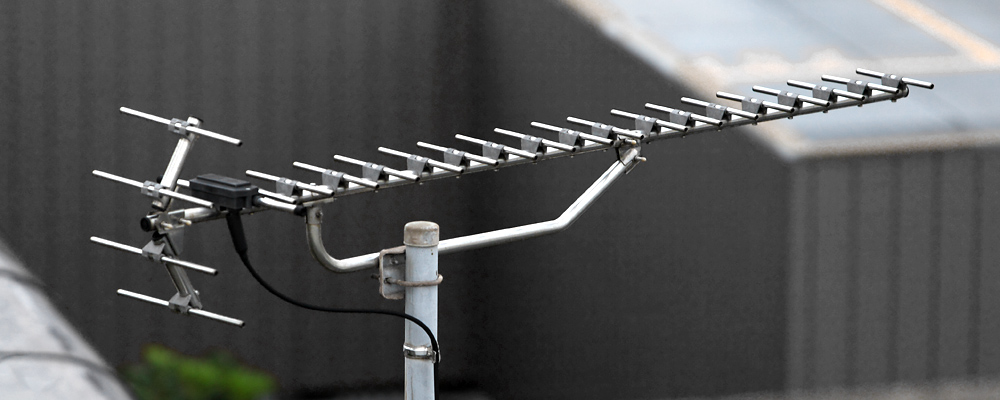
주택에 설치된 UHF 텔레비전 안테나. 야기 안테나라고 불리는 이 유형의 안테나는 UHF 주파수에서 널리 사용된다.

## 전파 특성
UHF 대역의 전파는 거의 전적으로 가시선 전파(LOS) 및 지면 반사에 의해 이동하며, HF 대역과는 달리 전리층으로부터의 반사(공중파 전파) 또는 지표파는 거의 또는 전혀 없다. UHF 전파는 언덕에 의해 차단되어 수평선 너머로 이동할 수 없지만, 실내 수신을 위해 나뭇잎과 건물을 투과할 수 있다. UHF 파장의 파장은 건물, 나무, 차량 및 기타 일반적인 물체의 크기와 비슷하기 때문에 이러한 물체로부터의 반사와 회절은 특히 도시 지역에서 다경로 전파로 인한 페이딩을 유발할 수 있다. 대기 중 수분은 장거리에서 UHF 신호의 강도를 감소시키거나 감쇠시키며, 감쇠는 주파수에 따라 증가한다. UHF TV 신호는 일반적으로 VHF TV 신호와 같은 낮은 대역보다 수분에 의해 더 많이 저하된다.
시야선이 UHF 전송의 최대 범위를 지역 지형에 따라 30~40마일(48~64km) 이하로 제한하므로 동일한 주파수 채널은 인접 지리적 영역의 다른 사용자가 재사용할 수 있다(주파수 재사용). 중계기는 가시선보다 더 긴 거리가 필요할 때 UHF 신호를 재전송하는 데 사용된다.
때때로 조건이 좋으면 UHF 전파는 하루 종일 대기가 따뜻해지고 식으면서 대류권 덕팅을 통해 장거리를 이동할 수 있다.

## 안테나

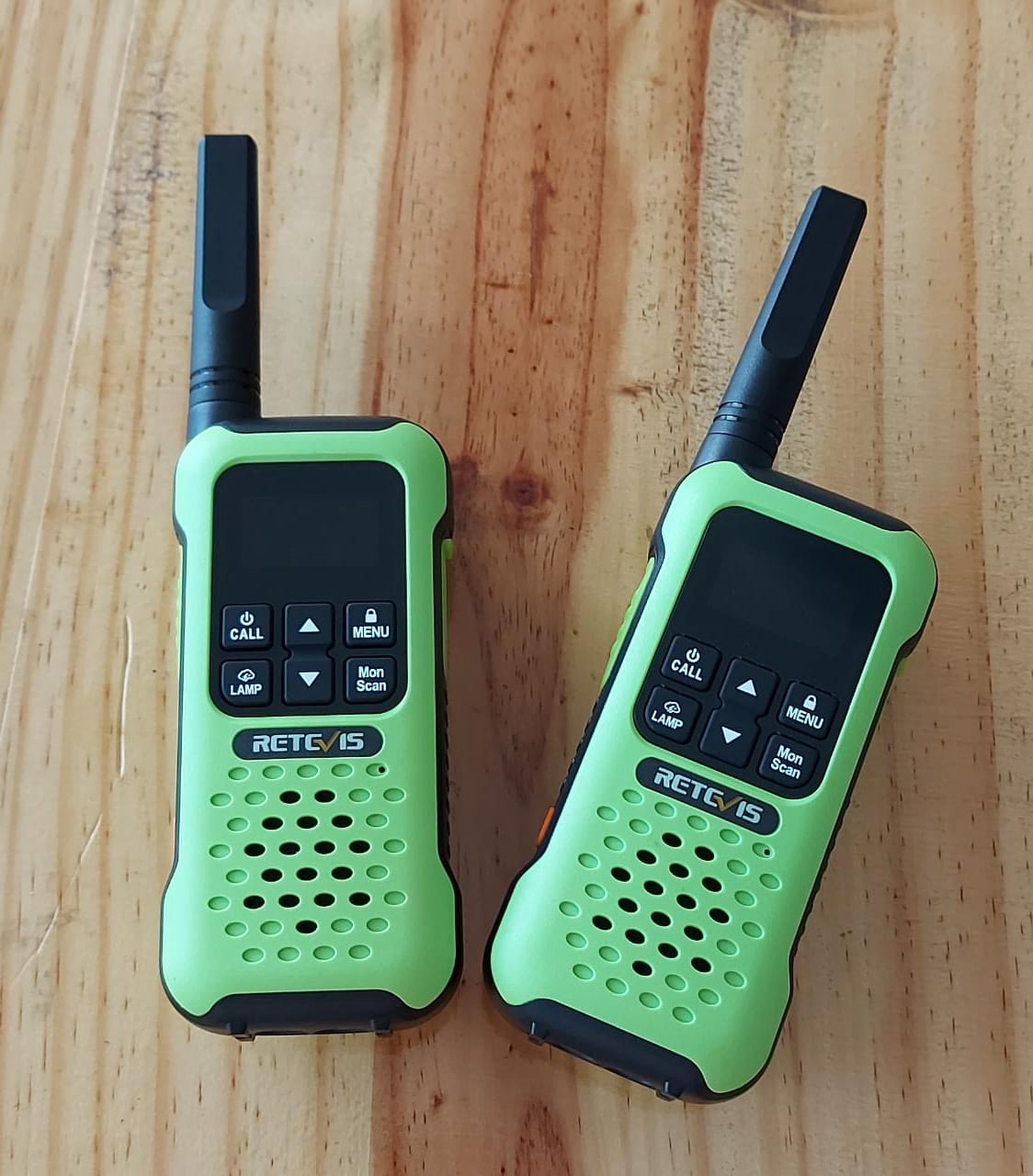
UHF 대역의 462 및 467 MHz에서 작동하는 Retevis GMRS 양방향 라디오로, 사용되는 짧은 안테나를 보여준다.

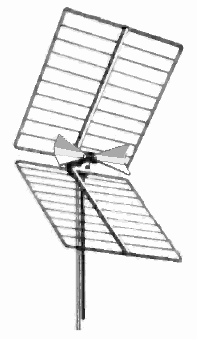
1950년대 코너 리플렉터 UHF-TV 안테나

안테나의 길이는 사용되는 전파의 길이에 비례한다. 짧은 파장으로 인해 UHF 안테나는 작고 짧다. UHF 주파수에서 가장 일반적인 무지향성 안테나인 4분의 1 파장 모노폴은 길이가 2.5 ~ 25 cm이다. UHF 파장은 효율적인 송신 안테나가 휴대용 및 모바일 장치에 장착될 만큼 충분히 작기 때문에 이 주파수는 육상 이동 무선 시스템과 같은 양방향 라디오(워키토키, 차량의 양방향 라디오) 및 휴대용 무선 장치, 코드리스 전화, 휴대폰에 사용된다. 모바일 장치에 사용되는 무지향성 UHF 안테나는 일반적으로 짧은 채찍 안테나, 슬리브 다이폴 안테나, 고무 오리 안테나 또는 휴대폰에 사용되는 평면 역F 안테나(PIFA)이다. 더 높은 이득의 무지향성 UHF 안테나는 콜리니어 안테나 어레이로 구성될 수 있으며 모바일 기지국 및 셀룰러 기지국 안테나에 사용된다.
짧은 파장은 또한 고이득 안테나를 편리하게 작게 만들 수 있다. 점대점 통신 링크 및 UHF 텔레비전 수신용 고이득 안테나는 일반적으로 야기, 로그 주기 안테나, 코너 반사기 안테나 또는 반사 배열 안테나이다. 대역의 상단에서는 슬롯 안테나 및 파라볼라 접시가 실용적이 된다. 위성 통신용으로는 위성이 일반적으로 송신 및 수신 안테나의 상대적 방향에 민감하지 않은 원편파를 사용하기 때문에 헬리컬 안테나 및 턴스타일 안테나가 사용된다. 텔레비전 방송용으로는 슬롯 안테나 또는 반사 배열 안테나의 수정된 형태인 슬롯형 실린더, 지그재그 및 패널 안테나가 사용된다.

## 응용
UHF 텔레비전 방송 채널은 디지털 텔레비전에 사용되지만, 이전 대역폭의 대부분은 육상 이동 무선 시스템, 트렁크 라디오 및 휴대 전화 사용으로 재할당되었다.
UHF 주파수에서 송신 안테나가 휴대용 장치에 설치할 만큼 충분히 작기 때문에 UHF 스펙트럼은 상업, 산업, 공공 안전 및 군사 목적의 음성 통신에 사용되는 양방향 라디오와 같은 육상 이동 무선 시스템에 전 세계적으로 사용된다. 개인 무선 서비스의 예로는 GMRS, PMR446 및 UHF CB가 있다.
가장 빠르게 확장되는 대역 사용은 가정, 사무실 및 공공장소의 와이파이 (무선랜) 네트워크이다. 와이파이 IEEE 802.11 저대역은 2412MHz에서 2484MHz 사이에서 작동한다. 두 번째로 널리 사용되는 용도는 휴대폰으로, 휴대용 휴대폰을 공중 교환 전화망 및 인터넷에 연결할 수 있도록 한다. 현재의 3G 및 4G 셀룰러 네트워크는 UHF를 사용하며, 주파수는 통신사와 국가마다 다르다. 위성 전화도 L 밴드와 S 밴드에서 이 주파수를 사용한다.

## UHF 주파수 할당의 예

### 호주
- 406–406.1 MHz: 이동 위성 서비스[5]
- 450.4875–451.5125 MHz: 고정 점대점 링크
- 457.50625–459.9875 MHz: 육상 이동 서비스
- 476–477 MHz: UHF 시민 대역 (육상 이동 서비스)
- 503–694 MHz: 텔레비전 방송용 UHF 채널

### 캐나다
- 430–450 MHz: 아마추어 무선 (70 cm 대역)
- 470–806 MHz: 지상파 텔레비전 (600 및 700 MHz 대역의 특정 채널은 비어 있음)
- 1452–1492 MHz: 디지털 오디오 방송 (L 밴드)[6]
- 캐나다와 멕시코의 다른 많은 주파수 할당은 미국과 유사하다.

### 프랑스
- 380-400 MHz: 경찰용 지상 트렁크 무선
- 430-440 MHz: 아마추어 무선 (70 cm 대역)
- 446.0–446.2 MHz: 유럽 비허가 PMR 서비스, PMR446
- 470-694 MHz: 지상파 텔레비전

### 뉴질랜드
- 406.1–420 MHz: 육상 이동 서비스
- 430–440 MHz: 아마추어 무선 (70 cm 대역) 및 아마추어 무선 위성
- 476–477 MHz: PRS 개인 무선 서비스 (육상 이동 서비스)
- 485–502 MHz: 아날로그 및 P25 비상 서비스 사용
- 510–622 MHz: 지상파 텔레비전
- 960–1215 MHz: 항공 무선항법 서비스
- 1240–1300 MHz: 아마추어 무선 (23 cm 대역)

### 영국
- 380–399.9 MHz: 테트라 (TETRA) 비상 서비스용
- 430–440 MHz: 아마추어 무선 (70 cm 대역)
- 446.0–446.2 MHz: 유럽 비허가 PMR 서비스, PMR446
- 457–464 MHz: 스캐닝 원격 측정 및 원격 제어, 주로 상하수도, 가스 및 전기 산업에 할당됨
- 606–614 MHz: 라디오 마이크 및 전파천문학
- 470–862 MHz: 이전에 아날로그 TV 채널 21–69에 사용됨 (2012년까지).
  - 현재 채널 21~37 및 39~48은 프리뷰 디지털 TV에 사용된다.[7] 채널 55~56은 이전에 임시 다중 송신기 COM7 및 COM8에 사용되었고, 채널 38은 전파천문학에 사용되었으나, PMSE 사용자가 허가받고 공유하는 방식으로 접근할 수 있도록 개방되었다.
  - 694–790 MHz:[8] 즉, 채널 49~60은 5G 셀룰러 통신에 할당될 수 있도록 비워졌다.
  - 791–862 MHz,[9] 즉, 채널 61~69는 이전에 허가받은 무선 마이크(채널 69만 해당)에 사용되었으나, 이후 4G 셀룰러 통신에 할당되었다.
- 863–865 MHz: 무허가 무선 시스템에 사용된다.
- 863–870 MHz: 단거리 장치, LPWAN 사물인터넷 장치 (협대역 IoT 등).
- 870–960 MHz: 셀룰러 통신 (GSM900 - Vodafone 및 O2 전용) (GSM-R 및 향후 TETRA 포함)
- 1240–1325 MHz: 아마추어 무선 (23 cm 대역)
- 1710–1880 MHz: 2G 셀룰러 통신 (GSM1800)
- 1880–1900 MHz: 디지털 향상 코드리스 통신 코드리스 전화
- 1900–1980 MHz: 3G 셀룰러 통신 (휴대 전화 업링크)
- 2110–2170 MHz: 3G 셀룰러 통신 (기지국 다운링크)
- 2310–2450 MHz: 아마추어 무선 (13 cm 대역)

### 미국
UHF 채널은 미국 디지털 텔레비전 방송에 사용되며, 무선 채널과 케이블 텔레비전 채널 모두에 사용된다. 1962년부터 모든 채널 수신기법에 따라 텔레비전 수신기에 UHF 채널 튜너(당시 채널 14~83)가 필수로 포함되었다. 그러나 UHF 채널은 범위가 더 제한적이고, 구형 TV가 교체될 때까지 거의 수신할 수 없었기 때문에 방송사에게는 VHF 채널보다 덜 선호되었으며(라이선스 판매 가격도 낮았다).
미국 텔레비전 주파수 할당에 대한 전체 목록은 범미 텔레비전 주파수에서 찾을 수 있다.
900 MHz 및 2.4 GHz 대역 주변에는 합법적인 무허가 활동(코드리스 전화, 무선 네트워킹)이 상당히 많이 밀집되어 있으며, 이는 미국 연방 규정집 제47호 파트 15에 따라 규제된다. 이 ISM 밴드—원래 산업, 과학 및 의료 장비용으로 더 높은 무허가 전력이 허용되었던 주파수—는 이제 모든 사람에게 개방되어 있어 스펙트럼에서 가장 혼잡한 대역 중 하나이다. 2.45 GHz 주파수는 전자레인지에 사용되는 표준이며, 블루투스 네트워크 장치에 할당된 주파수와 인접해 있다.
806 MHz에서 890 MHz (UHF 채널 70 ~ 83) 대역은 1983년에 TV 방송 서비스에서 제외되었으며, 주로 아날로그 이동 통신에 사용되었다.
2009년, 아날로그 TV 방송에서 디지털 TV 방송으로의 전환의 일환으로 698 MHz에서 806 MHz (UHF 채널 52 ~ 69) 대역이 TV 방송에서 제외되어 다른 용도로 사용될 수 있게 되었다. 예를 들어, 채널 55는 퀄컴에 그들의 미디어FLO 서비스용으로 판매되었으며, 이는 나중에 AT&T에 판매되었고 2011년에 중단되었다. 일부 미국 방송사들은 이 채널을 조기에 비워 즉시 모바일로 사용할 수 있도록 인센티브를 제공받았다. FCC의 새롭게 사용 가능한 스펙트럼에 대한 경매는 2008년 3월에 완료되었다.
- 225–420 MHz: 정부 사용, 기상학, 군용 항공, 연방 양방향 사용 포함[11]
- 420–450 MHz: 정부 무선 위치 확인, 아마추어 무선 위성 및 아마추어 무선 (70 cm 대역), 메드라디오[12]
- 450–470 MHz: UHF 비즈니스 대역, General Mobile Radio Service, Family Radio Service 양방향 "워키토키", 공공 안전
- 470–512 MHz: 저대역 TV 채널 14~20 (12개 주요 대도시 지역에서 공공 안전 육상 이동 양방향 라디오와 공유되며 2023년까지 700 MHz 대역으로 재배치될 예정)[13]
- 512–608 MHz: 중대역 TV 채널 21~36
- 608–614 MHz: 채널 37은 전파천문학 및 무선 의료 원격 측정에 사용된다.[14]
- 614–698 MHz: TV 채널 38~51과 공유되는 모바일 광대역 (2017년 4월 경매됨). TV 방송국은 2020년까지 재배치되었다.
  - 617–652 MHz: 모바일 광대역 서비스 다운링크
  - 652–663 MHz: 무선 마이크 (우선순위 높음) 및 비허가 장치 (우선순위 낮음)
  - 663–698 MHz: 모바일 광대역 서비스 업링크
- 698–806 MHz: 2008년 3월 경매됨. 2009년 6월 12일 디지털 TV 전환 완료 후 입찰자는 완전한 사용 권한을 얻음 (이전 고대역 UHF TV 채널 52~69) 그리고 2021년 최근에 '무선' 채널 2~69 (가상 1~36)의 5G UHF 전송 대역폭으로 수정됨.
- 806–816 MHz: 공공 안전 및 상업용 양방향 (이전 TV 채널 70~72)
- 817–824 MHz: 광대역 모바일 서비스용 ESMR 대역 (휴대 전화) (이전 공공 안전 및 상업용 양방향)
- 824–849 MHz: 셀룰러 A 및 B 프랜차이즈, 단말 (휴대 전화) (이전 TV 채널 73~77)
- 849–851 MHz: 상업용 항공기-지상 시스템
- 851–861 MHz: 공공 안전 및 상업용 양방향 (이전 TV 채널 77~80)
- 862–869 MHz: 광대역 모바일 서비스용 ESMR 대역 (기지국) (이전 공공 안전 및 상업용 양방향)
- 869–894 MHz: 셀룰러 A 및 B 프랜차이즈, 기지국 (이전 TV 채널 80~83)
- 894–896 MHz: 상업용 항공기-지상 시스템
- 896–901 MHz: 상업용 양방향 무선
- 901–902 MHz: 협대역 PCS: 상업용 협대역 모바일 서비스
- 902–928 MHz: ISM 밴드, 아마추어 무선 (33 cm 대역), 코드리스 전화 및 스테레오, 무선 주파수 식별, 데이터 링크
- 928–929 MHz: SCADA, 경보 모니터링, 검침 시스템 및 회사 내부 사용을 위한 기타 협대역 서비스
- 929–930 MHz: 페이저
- 930–931 MHz: 협대역 PCS: 상업용 협대역 모바일 서비스
- 931–932 MHz: 페이저
- 932–935 MHz: 고정 마이크로파 서비스: 비디오, 오디오 및 기타 데이터 배포
- 935–940 MHz: 상업용 양방향 무선
- 940–941 MHz: 협대역 PCS: 상업용 협대역 모바일 서비스
- 941–960 MHz: 혼합 스튜디오-송신기 고정 링크, SCADA 등.
- 960–1215 MHz: 항공 무선항법
- 1240–1300 MHz: 아마추어 무선 (23 cm 대역)
- 1300–1350 MHz: 장거리 레이더 시스템
- 1350–1390 MHz: 군용 항공 교통 통제 및 시험 범위에서의 모바일 원격 측정 시스템
- 1390–1395 MHz: 제안된 무선 의료 원격 측정 서비스. 테레스타는 필요한 기한까지 서비스를 제공하지 못했다.[15]
- 1395–1400 MHz: 무선 의료 원격 측정 서비스
- 1400–1427 MHz: 지구 탐사, 전파천문학 및 우주 연구
- 1427–1432 MHz: 무선 의료 원격 측정 서비스
- 1432–1435 MHz: 제안된 무선 의료 원격 측정 서비스. 테레스타는 필요한 기한까지 서비스를 제공하지 못했다.[15]
- 1435–1525 MHz: 군용 사용 (주로 항공 이동 원격 측정용이므로 캐나다/유럽과 달리 디지털 오디오 방송에는 사용할 수 없음)
- 1525–1559 MHz: 스카이테라 다운링크 (리가도는 육상 사용을 위해 FCC 허가를 받고 있다[16])
  - 1526–1536 MHz: 제안된 리가도 다운링크
  - 1536–1559 MHz: 제안된 보호 대역
- 1559–1610 MHz: 무선 항법 위성 서비스 (RNSS) 상부 L-대역
  - 1563–1587 MHz: GPS L1 대역
  - 1593–1610 MHz: GLONASS G1 대역
  - 1559–1591 MHz: 갈릴레오 E1 대역 (GPS L1과 겹침[17])
- 1610–1660.5 MHz: 이동 위성 서비스
  - 1610–1618: 글로벌스타 업링크
  - 1618–1626.5 MHz: 이리듐 업링크 및 다운링크[16]
  - 1626.5–1660.5 MHz: 스카이테라 업링크 (리가도는 육상 사용을 위해 FCC 허가를 받고 있다[16])
    - 1627.5–1637.5 MHz: 제안된 리가도 업링크 1
    - 1646.5–1656.5 MHz: 제안된 리가도 업링크 2
- 1660.5–1668.4 MHz: 전파천문학 관측. 송신은 허용되지 않는다.
- 1668.4–1670 MHz: 전파천문학 관측. 기상 풍선은 사전 통보 후 스펙트럼을 사용할 수 있다.
- 1670–1675 MHz: 정지궤도 환경 위성이 월롭스 아일랜드, 그린벨트, 페어뱅크스의 세 지구국으로 전송. 이 범위의 전국 광대역 서비스 라이선스는 크라운 캐슬 인터내셔널의 자회사가 보유하고 있으며, 이 회사는 리가도 네트워크와 협력하여 서비스를 제공하려고 시도하고 있다.[18]
- 1675–1695 MHz: 기상 연방 사용자
- 1695–1780 MHz: AWS 휴대 전화 업링크 (UL) 작동 대역
  - 1695–1755 MHz: AWS-3 블록 A1 및 B1
  - 1710–1755 MHz: AWS-1 블록 A, B, C, D, E, F
  - 1755–1780 MHz: AWS-3 블록 G, H, I, J (다양한 연방 기관이 2025년까지 전환 중[19])
- 1780–1850 MHz: 전용 연방 사용 (공군 위성 통신, 육군 셀룰러 통신 시스템, 기타 기관)
- 1850–1920 MHz: PCS 휴대 전화—순서는 A, D, B, E, F, C, G, H 블록이다. A, B, C = 15 MHz; D, E, F, G, H = 5 MHz
- 1920–1930 MHz: 디지털 향상 코드리스 통신 코드리스 전화
- 1930–2000 MHz: PCS 기지국—순서는 A, D, B, E, F, C, G, H 블록이다. A, B, C = 15 MHz; D, E, F, G, H = 5 MHz
- 2000–2020 MHz: 하위 AWS-4 다운링크 (모바일 광대역)
- 2020–2110 MHz: 케이블 안테나 중계 서비스, 지역 텔레비전 전송 서비스, TV 방송 보조 서비스, 지구 탐사 위성 서비스
- 2110–2200 MHz: AWS 모바일 광대역 다운링크
  - 2110–2155 MHz: AWS-1 블록 A, B, C, D, E, F
  - 2155–2180 MHz: AWS-3 블록 G, H, I, J
  - 2180–2200 MHz: 상위 AWS-4
- 2200–2290 MHz: NASA 위성 추적, 원격 측정 및 제어 (우주-지구, 우주-우주)
- 2290–2300 MHz: NASA 심우주 통신망
- 2300–2305 MHz: 아마추어 무선 (13 cm 대역, 하위 구간)
- 2305–2315 MHz: WCS 모바일 광대역 서비스 업링크 블록 A 및 B
- 2315–2320 MHz: WCS 블록 C (AT&T는 스마트 그리드 배포를 추진 중이다[20])
- 2320–2345 MHz: 위성 라디오
- 2345–2350 MHz: WCS 블록 D (AT&T는 스마트 그리드 배포를 추진 중이다[20])
- 2350–2360 MHz: WCS 모바일 광대역 서비스 다운링크 블록 A 및 B
- 2360–2390 MHz: 항공기 착륙 및 안전 시스템
- 2390–2395 MHz: 항공기 착륙 및 안전 시스템 (다스 공항에 이차 배치), 그 외 아마추어 무선
- 2395–2400 MHz: 아마추어 무선 (13 cm 대역, 상위 구간)
- 2400–2483.5 MHz: ISM, IEEE 802.11, 802.11b, 802.11g, 802.11n 무선 LAN, IEEE 802.15.4-2006, 블루투스, 무선조종 항공기 (엄격하게 분산 스펙트럼 사용), 전자레인지, 직비
- 2483.5–2495 MHz: 글로벌스타 다운링크 및 TD-LTE 스몰 셀에 적합한 육상 저전력 서비스[21]
- 2495–2690 MHz: 교육 방송 및 광대역 무선 서비스[22]
- 2690–2700 MHz: 전파천문학 및 우주 연구를 위한 수신 전용 범위

## 같이 보기
- 디지털 오디오 방송
- 디지털 텔레비전
- 안테나
  - 야기 안테나